# Julius Rasch (Architekt)
Julius Rasch (* 11. Mai 1830 in Osnabrück; † 18. Dezember 1887 in Berlin; vollständiger Name: Conrad Heinrich Julius Rasch) war ein deutscher Architekt und hannoverscher bzw. später preußischer Baubeamter.

## Leben und Wirken
Julius Rasch, Sohn des Osnabrücker Schornsteinfegermeisters August Rasch, besuchte zunächst das Ratsgymnasium Osnabrück, studierte dann von 1847 bis 1850 Architektur an der Polytechnischen Schule Hannover als „einer der tüchtigsten Zöglinge“ und bestand 1851 die erste Staatsprüfung als Bauführer; seine Lehrer waren u. a. Ernst Ebeling und Conrad Wilhelm Hase. 1857 legte er seine zweite Staatsprüfung ab und im selben Jahr wurde er zum Bau-Conducteur ernannt. 1863 wurde er zum Eisenbahn-Bauinspector befördert.
Julius Rasch machte sich vor allem als Eisenbahn- und Krankenhausarchitekt einen Namen, was sich nach außen – insbesondere in den 1860er Jahren – auch in eigenen Veröffentlichungen in Fachzeitschriften ausdrückte. Eine wissenschaftliche Monografie zum architektonischen Werk von Julius Rasch steht indes aus, so dass die Anteile der mit seinem Namen in Verbindung gebrachten, zum Teil äußerst repräsentativen öffentlichen Bauten ungewiss, weil unerforscht sind. Auch ist zu seinen Projekten als Eisenbahnarchitekt nach seiner hannöverschen Zeit ab 1868 noch kaum etwas dokumentiert.
Raschs berufliche Laufbahn begann 1851 im Zentralbüro der Königlich Hannoverschen Eisenbahnen, das in der Zeit von 1850 bis 1860 von dem Architekten Adolf Funk geleitet wurde. 1853/1854 zogen Funk und Raschs ehemaliger Lehrer Hase den jungen Julius Rasch bei der Planung zum Neubau des Bahnhofs-Empfangsgebäudes Göttingen hinzu. Ab 1854 leitete er den zweiten Bauabschnitt des von Hase entworfenen Bahnhofs Nordstemmen. 1856 arbeitete er als „Eisenbahn-Ingenieur-Assistent in Emden“. 1860 bis 1863 wirkte er als Planer und Bauleiter des Verwaltungsgebäudes der Generaldirektion der Eisenbahnen und Telegrafen in Hannover in der Stellung eines „Eisenbahn-Direktors“. In dieser Zeit gingen zahlreiche Bahnhofsbauten im Königreich Hannover auf die Mitwirkung von Julius Rasch zurück, so in u. a. in Alfeld an der Leine, Elze, Göttingen, Hann. Münden, Ihrhove, Leer, Neermoor, Nordstemmen, Papenburg, Salzderhelden und Sarstedt.
Noch während dieser ersten Schaffensphase als Bahnhofsarchitekt widmete sich Julius Rasch in einem zweiten Schwerpunkt dem Krankenhausbau und entwarf zusammen mit Adolf Funk große Anstalten, so die 1864–1866 erbaute „Landes-Irrenanstalt Göttingen“, 1864–1867 die Landesirrenanstalt Osnabrück sowie 1862–1864 jeweils die Hebammen-Lehranstalten in Hildesheim und Hannover. Für diese Bauaufgaben gingen zuvor 1862 internationale Studienreisen voran, die von Publikationen und Berichten für die Fachöffentlichkeit begleitet waren.
Nach Fertigstellung der Irrenanstalt Göttingen wandte sich Julius Rasch 1866 wieder Eisenbahngebäuden zu und erhielt von der Königlichen Generaldirektion der Eisenbahnen und Telegraphen den Auftrag zu einer Reise durch Deutschland, Österreich, Belgien und Frankreich. Zweck war das Studium neuer großer Bahnhöfe, um dann den Umbau des Hauptbahnhofs Hannover vorbereiten zu können. Als das Königreich Hannover 1866 von Preußen annektiert wurde, musste er in den preußischen Staatsdienst wechseln. „Unliebsame Erfahrungen“ sollen Julius Rasch bewogen haben, von seiner Stelle als Architekt der Königlichen Eisenbahn-Direktion Hannover zurückzutreten. Anschließend diente er ab 1868 bei der Oberschlesischen Eisenbahn in Breslau und 1869 bei der Bergisch-Märkischen Eisenbahn in Dortmund; dort wurde er im April 1869 er zum Betriebs-Inspektor befördert. Während der Dortmunder Zeit leitete er nebenbei für den Hörder Bergwerks- und Hütten-Verein den Entwurf und Bau einer Anschlussbahn an das Stahlwerk. 1870 folgte die Versetzung zur Verwaltung der Main-Weser-Bahn nach Kassel.
Zwischendurch war Julius Rasch immer wieder auch als Privatarchitekt tätig, wobei eine „Anzahl vornehmer Wohnhausbauten in Hannover und anderen Orten“ entstand. Herausragend war das von 1862 bis 1864 nach seinen Entwürfen umgebaute Schloss Imbshausen, als vermutlich erstes malerisches Schloss im asymmetrischen Stil der Hannoverschen Bauschule. Im Februar 1871 wurde Julius Rasch vorübergehend Leiter des Baubüros von Alfred Krupp in Essen, baute 1871–1874 an der Villa Hügel, am dortigen Logierhaus und plante auch den ersten Bauabschnitt der Arbeiterkolonie Kronenberg. Dafür ließ er sich auf eigenen Wunsch aus dem Staatsdienst entlassen, doch trennten sich Krupp und Rasch schon 1874 im Unfrieden.
Abschließend wirkte Julius Rasch wieder als Eisenbahnarchitekt, zunächst 1874 kommissarisch als Technisches Mitglied der Eisenbahnkommission in Glogau, bevor er ab 1875 bis zu seinem Tode im Rang eines Regierungs- und Baurats in Berlin als „Direktor des Betriebs-Amts der preußischen Ostbahn“ diente. In den Berliner Adressbüchern wird er bis 1887 als Betriebsdirektor des „Eisenbahn-Betriebs-Amts ‚Berlin Schneidemühl‘, Küstriner Platz, Bahnhofgebäude der Kgl. Ostbahn“ geführt.
Julius Rasch heiratete am 21. Oktober 1857 die Tochter des Amtsrichters Beninga-Kettler in Emden. Er starb Ende 1887 in Berlin nach längerem Leiden im Alter von nur 57 Jahren.

## Mitgliedschaften
Julius Rasch galt als „eifriges, sehr thätiges Mitglied“ des Architekten- und Ingenieurvereins Hannover und publizierte vielfach in dessen Zeitschrift. Von ihm stammten auch die Entwürfe für die „stylvolle Ausstattung“ des Vereinslokals.

## Schriften (Auswahl)
Die Deutsche Bauzeitung rühmte Julius Rasch in ihrem Nachruf als einen ihrer ältesten Mitarbeiter. Schon im ersten Jahrgang 1867 habe Rasch eine Reihe von Beiträgen veröffentlicht, die auch zur Annäherung der hannoverschen Architekten und Ingenieure an ihre preußischen Fachgenossen beitrugen.
- (gemeinsam mit Adolf Funk): Pläne der neuen Irrenanstalten zu Göttingen und Osnabrück. Im Auftrage des Ministeriums des Innern entworfen, erläutert und begründet. Mit 10 Blatt Zeichnungen und 52 in den Text gedruckten Holzschnitten. Carl Rümpler, Hannover 1862
- Ueber Heizungs- und Ventilationsanlagen, insbesondere für große Zimmer, Arbeitsräume, Schullocale etc. In: Zeitschrift des Architecten- und Ingenieurs-Vereins für das Königreich Hannover, 1866, Jg. XII, Heft 4, Sp. 391–400; Textarchiv – Internet Archive.
- Schloß des Baron von Stralenheim zu Imbshausen bei Northeim. In: Zeitschrift des Architekten- und Ingenieurvereins zu Hannover, 1867, Jg. XIII, Sp. 31–34 und Bl. 366–369; bsb-muenchen.de
- Die Landes-Irrenanstalt zu Göttingen […]. In: Zeitschrift des Architekten- und Ingenieurvereins zu Hannover, 1867, Jg. XIII, Sp. 328–357 und Bl. 305–315; bsb-muenchen.de
- Reisenotizen. In: Zeitschrift des Architecten- und Ingenieurs-Vereins für das Königreich Hannover, 1868, Jg. XIV, Sp. 197–230 und 363–394.
- Die Belgischen Bahnhöfe. In: Zeitschrift des Architekten- und Ingenieur-Vereins für das Königreich Hannover, Jg. XIV, 1868, Sp. 378. Nachdruck in: Organ für die Fortschritte im Eisenbahnwesen in technischer Beziehung, Neue Folge, 1870, VII. Band, Heft 1, S. 29.
- Die Pariser Bahnhöfe. In: Organ für die Fortschritte im Eisenbahnwesen in technischer Beziehung. Neue Folge VI. Band, Heft V./VI., 1869, S. 228–229; Google books
- Die Eisenbahn-Hochbauten auf den Bahnhöfen ausserhalb derselben. In: Edmund Heusinger von Waldegg: Handbuch für specielle Eisenbahn-Technik. 4 verb. Auflage. W. Engelmann, Leipzig 1877, S. 815 ff.